# Pomerelia
La Pomerelia (in tedesco Pommerellen) è una regione storica dell'Europa centrale, situata nel nord della Polonia. La Pomerelia era situata nell'est della Pomerania, sulla costa meridionale del Mar Baltico, centrata nella città di Danzica, alla foce della Vistola. Oggi si trova compresa per lo più nella divisione amministrativa polacca del voivodato della Pomerania e, in piccola parte, in quello di Cuiavia-Pomerania.

## Inizi
Il territorio si trova interamente nella parte orientale di quella che gli storici greci e romani chiamavano "Magna Germania", un concetto più culturale che etnografico. Quando il territorio iniziò a chiamarsi Pomerania nell'XI secolo, la Pomerelia, insieme al resto della Pomerania fu abitata da tribù di slavi occidentali, e fu sotto il dominio del Ducato di Polonia.

## Ducato di Pomerelia
Nel 1136, dopo la morte del duca Bolesław III, la Polonia fu spezzettata in diversi principati semi-indipendenti. I governatori della Pomerelia si impossessarono gradualmente di un sempre maggior potere e divennero duchi semi-indipendenti, con la dinastia dei Samboridi, in contrasto con gli altri stati polacchi che erano governati dalla dinastia Piast, discendenti di Bolesław III. Danzica fu la capitale di un'intera dinastia di duchi, i più famosi dei quali furono Mestwin (Mściwój) I (1207–1220), Świętopełk II (1215–1266), e Mestwin (Mściwój) II (1271–1294).
Nel 1181 la Pomerania cadde sotto il controllo del Sacro Romano Impero, e la Pomerelia fu sotto sovranità danese dal 1210 al 1227, e in seguito tornò indipendente.

## Fine dell'indipendenza

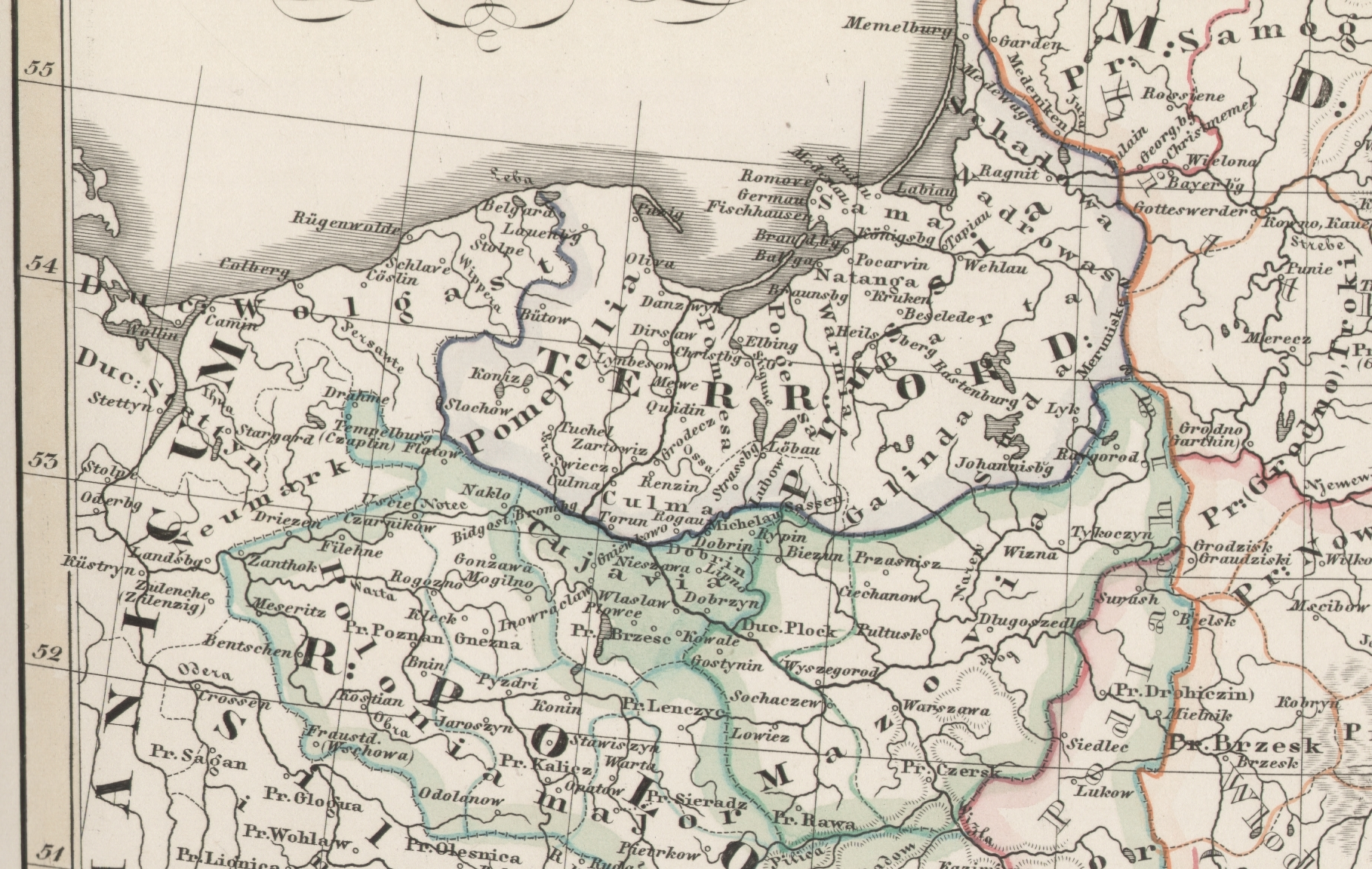
Posizione della Pomerelia

Nel 1294 la Pomerelia fu unita al Regno di Polonia, legato anche alla Boemia imperiale. Durante la battaglia per la successione del Brandeburgo, che prima aveva ricevuto il territorio, ma era stato contestato dalla Polonia, la Pomerelia fu conquistata dai Cavalieri Teutonici e annessa alla Prussia nel 1309. Dopo la seconda pace di Toruń nel 1466, parti della regione tornarono sotto la corona della Polonia, nella regione della Prussia reale.
La Pomerelia e la Prussia reale furono politicamente riunite con il Regno di Prussia durante le spartizioni della Polonia del XVIII secolo, e diventarono parte della Prussia Occidentale. Dopo la prima guerra mondiale, il Trattato di Versailles attribuì parte della regione alla Germania e alla Polonia (il cosiddetto Corridoio di Danzica), e gli abitanti furono costretti ad abbandonare le loro terre.

## Popolazione
Alcune delle minoranze indigene della Pomerelia erano gli slavi casciubi, che parlavano il dialetto casciubo della lingua pomerana, mentre altri indigeni erano i Kociewiacy e i Borowiacy.